# Adorazione dei pastori con un committente
L'adorazione dei pastori con committente è una pittura a olio tela di Jacopo Palma il Vecchio, datato presumibilmente intorno al 1520-1525 e conservato nella pinacoteca del Museo del Louvre di Parigi nella sala 711 intitolata alla Gioconda.

## Storia descrizione e stile
Della tela realizzata dall'artista bergamasco intorno agli anni venti del Cinquecento, non si conosce l'originaria collocazione e committenza ma risulta essere di proprietà dello storico Abraham Nicolas Amelot de la Houssaye che nella seconda metà del Seicento era segretario dell'ambasciatore di Francia a Venezia. Divenne poi di proprietà di re Luigi XIV e conservato nella Reggia di Versailles. Fu con la rivoluzione francese che il palazzo fu spogliato di tutte le sue opere, e il dipinto divenne di proprietà dell'artista Antoine Benoist nel 1685 il quale considerò che potesse opera di Tiziano Vecellio.
I critici d'arte conferiscono all'opera una datazione intorno al 1520 per il carattere tizianesco sia dei panneggi che nelle figure, caratteristica che si presenta anche in Bonifacio Veronese: 
(Alessandro Ballarin)
Il dipinto raffigura la classica sacra famiglia inserita in un ambiente esterno e in prossimità di un alloggio per animali dove è raffigurato il bue della narrazione natalizia. In alto a sinistra, sotto un arco vi dipinta un'allodola simbolicamente messaggera di rinascita, mentre in basso una figura femminile, molto probabilmente la medesima che ha commissionato il dipinto.